# Kincses Tibor (cselgáncsozó)
Kincses Tibor (Kecskemét, 1960. február 12. – ?, 2025. június 9. vagy előtte) olimpiai bronzérmes magyar cselgáncsozó, edző.

## Pályafutása
1968 és 1988 között a Kecskeméti SC versenyzője, 1975-től 1986-ig a magyar válogatott tagja volt. Az 1980-as moszkvai olimpián 60 kg-os kategóriában bronzérmet szerzett. 